# Гвајана на Светском првенству у атлетици на отвореном 2015.
Гвајана је учествовала на Светском првенству у атлетици на отвореном 2015. одржаном у Пекингу од 22. до 30. августа петнаести пут, односно учествовала је на свим првенствима до данас. Репрезентацију Гвајане представљало је двоје учесника (1 мушкарац и 1 жена) који су се такмичили у две тркачке дисциплине.,
На овом првенству Гвајана није освојила ниједну медаљу, нити је постигнут неки рекорд.

## Учесници
| Мушкарци: - Винстон Џорџ — 400 м | Жене: - Андреа Фостер — 800 м |  |

## Резултати

### Мушкарци
| Атлетичар    | Дисциплина | Лични рекорд | Квалификације | Квалификације | Полуфинале           | Полуфинале           | Финале               | Финале       | Детаљи |
| Атлетичар    | Дисциплина | Лични рекорд | Резултат      | Место         | Резултат             | Место                | Резултат             | Место        | Детаљи |
| ------------ | ---------- | ------------ | ------------- | ------------- | -------------------- | -------------------- | -------------------- | ------------ | ------ |
| Винстон Џорџ | 400 м      | 45,31 НР     | 45,25 НР      | 5. у гр 6     | Није се квалификовао | Није се квалификовао | Није се квалификовао | 25 / 44 (45) |        |

### Жене
| Атлетичарка   | Дисциплина | Лични рекорд | Квалификације | Квалификације | Полуфинале            | Полуфинале            | Финале                | Финале       | Детаљи                                    |
| Атлетичарка   | Дисциплина | Лични рекорд | Резултат      | Место         | Резултат              | Место                 | Резултат              | Место        | Детаљи                                    |
| ------------- | ---------- | ------------ | ------------- | ------------- | --------------------- | --------------------- | --------------------- | ------------ | ----------------------------------------- |
| Андреа Фостер | 800 м      | 2:14,76      | 2:17,39       | 8. у гр. 5    | Није се квалификовала | Није се квалификовала | Није се квалификовала | 43 / 44 (45) | Архивирано на веб-сајту (28. август 2015) |